# Jan Kappeyne van de Coppello
Jan Kappeyne van de Copello, född den 2 oktober 1822 i Haag, död där den 28 juli 1895, var en nederländsk politiker.
Kappeyne van de Coppello studerade i Leiden och blev därefter sakförare i sin hemstad. Han skrev talrika rättsvetenskapliga uppsatser (Abhandlungen zum römischen Staats- und Privatrecht, Stuttgart 1885 i översättning av Max Conrat) och valdes 1862 till andra kammaren, där han hörde till det liberala partiets dugligaste män. I oktober 1877 blev han förste- och inrikesminister och genomförde nästa år en ny folkskolelag, men avgick i juli 1879, då kungen inte ville gå in på att ändra författningen och utvidga rösträtten. Från 1888 var han medlem av första kammaren.